# PGC 423162
LEDA/PGC 423162 ist eine Galaxie im Sternbild Dorado am Südsternhimmel. Sie ist schätzungsweise 933 Millionen Lichtjahre von der Milchstraße entfernt und hat einen Durchmesser von etwa 175.000 Lichtjahren. 
Die oben im Foto zu erkennenden Galaxien: NGC 1515, PGC 14388, PGC 422589 und PGC 423300.  